# Carol Heiss
Carol Elizabeth Heiss (New York, 20 januari 1940) is een Amerikaans voormalig kunstschaatsster. Ze nam deel aan twee edities van de Olympische Winterspelen: Cortina d'Ampezzo 1956 en Squaw Valley 1960. Ze werd in 1960 olympisch kampioen bij de vrouwen. Heiss was tevens vijfvoudig wereldkampioen, tweevoudig Noord-Amerikaans kampioen en viervoudig nationaal kampioen.

## Biografie

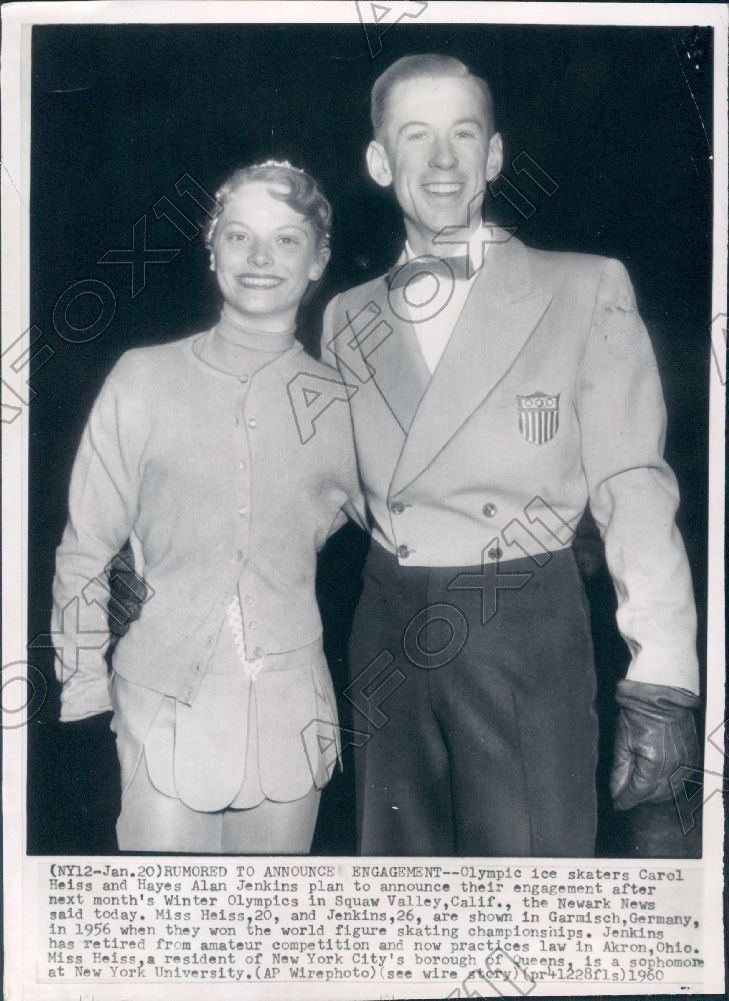
Carol Heiss en haar verloofde Hayes Alan Jenkins (1960)

Carol Heiss is een van de meest succesvolle Amerikaanse kunstschaatsers aller tijden. Ze nam op dertienjarige leeftijd voor het eerst deel aan de WK van 1953 en werd er vierde. Op de WK van 1955 was ze tweede achter landgenote Tenley Albright; van 1956 tot en met 1960 bezette Heiss onafgebroken de toppositie op de wereldkampioenschappen. Op de Olympische Winterspelen van Cortina d'Ampezzo in 1956 eindigde ze wederom als tweede achter Albright, al versloeg ze haar enkele weken later op de WK van 1956. Hierna verloor ze nooit meer een internationale wedstrijd en voegde ze ook de nationale titel (1957-1960) en de Noord-Amerikaanse titel (1957 en 1959) aan haar palmares toe. Op de Olympische Winterspelen van Squaw Valley in 1960 sprak Heiss tijdens de openingsceremonie namens alle atleten de olympische eed uit. Haar overwinning daar was een uitgemaakte zaak en kort erna beëindigde ze haar sportieve carrière. Aanbiedingen om na de Spelen van 1956 in professionele ijsshows te schaatsen, wees ze op aanwijzen van haar doodzieke moeder af. Voor haar overlijden liet ze Heiss beloven om pas professioneel te gaan schaatsen, nadat ze olympisch goud had gewonnen. Toen dat was gelukt, schitterde Heiss in ijsshows en speelde ze Sneeuwwitje in de film Snow White and the Three Stooges. Ze huwde in 1961 met de kunstschaatskampioen van 1956, Hayes Alan Jenkins. Met hem kreeg ze drie kinderen. Heiss was twintig jaar niet actief in de schaatssport. In de jaren 80 keerde ze terug als coach.

## Belangrijke resultaten
| Kampioenschap                  | 52/53  | 53/54  | 54/55  | 55/56  | 56/57 | 57/58 | 58/59 | 59/60 |
| ------------------------------ | ------ | ------ | ------ | ------ | ----- | ----- | ----- | ----- |
| Olympische Spelen              |        |        |        | Zilver |       |       |       | Goud  |
| Wereldkampioenschap            | 4e     |        | Zilver | Goud   | Goud  | Goud  | Goud  | Goud  |
| Noord-Amerikaans kampioenschap | Zilver |        | Zilver |        | Goud  |       | Goud  |       |
| Nationaal kampioenschap        | Zilver | Zilver | Zilver | Zilver | Goud  | Goud  | Goud  | Goud  |

1908: Madge Syers ·
1920: Magda Julin ·
1924: Herma Plank-Szabo ·
1928: Sonja Henie ·
1932: Sonja Henie ·
1936: Sonja Henie ·
1948: Barbara Ann Scott ·
1952: Jeannette Altwegg ·
1956: Tenley Albright ·
1960: Carol Heiss ·
1964: Sjoukje Dijkstra ·
1968: Peggy Fleming ·
1972: Beatrix Schuba ·
1976: Dorothy Hamill ·
1980: Anett Pötzsch ·
1984: Katarina Witt ·
1988: Katarina Witt ·
1992: Kristi Yamaguchi ·
1994: Oksana Bajoel ·
1998: Tara Lipinski ·
2002: Sarah Hughes ·
2006: Shizuka Arakawa ·
2010: Kim Yuna ·
2014: Adelina Sotnikova ·
2018: Alina Zagitova ·
2022: Anna Sjtsjerbakova
- Bibliothèque nationale de France: cb16623603v (data)
- Gemeinsame Normdatei: 102261617X
- International Standard Name Identifier: 0000 0000 3250 1003
- Library of Congress Control Number: n93031299
- Virtual International Authority File: 9053757
- WorldCat: E39PBJxCCV8DPJv8wGwypTmmVC